# Línea 15 (EMT Valencia)
La línea 15 de EMT Valencia fue una línea que unia las pedanías de Pinedo y la La Punta con el centro de Valencia.

## Características
Tenía la cabecera en la rotonda de Montanyares en Pinedo, y la otra está en la calle de Castelló. Además del centro también conecta con el la misma puerta del Oceanográfico, la Ciudad de las Artes y de las Ciencias, la Ciudad de la Justicia, el ambulatorio de Montolivete y el mercado de Ruzafa. Tiene una frecuencia de 100 min.
El pasado 4 de mayo, cambió su cabecera en el centro de la ciudad, debido a la reestructuración de líneas por la peatonalización de la Plaza del Ayuntamiento. Así, pasó de la Calle Marqués de Sotelo, a la Calle Castelló, tras la Plaza de Toros.
El pasado 7 de abril de 2023 la línea fue suprimida por su baja frecuencia de paso, dando paso así a la ampliación de la línea 23 por la punta y llegando hasta la Porta de la Mar, uniendo el Forn d'Alcedo - Sedavií - La Punta - Natzaret con el centro de la ciudad

## Recorrido
| Dirección Plaza del Ayuntamiento | Dirección El Saler |
| -------------------------------- | ------------------ |
|                                  |                    |

## Historia
Fue creada el 19 de febrero de 1990. En un principio hacía el servicio entre Pinedo y Castellar-Oliveral. posteriormente se quedaba sólo en Pinedo, asumiendo la línea 14 este tramo en 1992. La primera serie de autobuses que tuvo la línea 15, en el año 1990, fue la serie 2000. Más tarde el, 15 de febrero de 1999, cambió su único bus de la serie 2100, cambiada un año escaso antes, por la serie 6100, en la cual siempre ha llevado el autobús 6125, hasta septiembre de 2010, cuando cambió este autobús, por el 7081. El 2 de octubre de 2000 amplió su itinerario, pasando por la Ciudad de las Artes y de las Ciencias y Nazaret, con una frecuencia de 90 minutos, en vez de los 75 anteriores. Durante poco tiempo, circulaba un "corto" hasta el Bulevar Sur, reduciendo la frecuencia, aunque con la incorporación de la línea 35, dejó de hacerse. A mediados de 2012, cambia su bus por el 7105, siendo este el habitual de la línea.
En junio de 2005 realiza una cabecera provisional en Marqués de Sotelo, y la denominación de la línea aparece como "Pl. Ajuntament - Pinedo/La Punta" en algunos paneles electrónicos. Este cambio ya es definitivo en abril de 2006, abandonando el paso por Pérez Pujol (aunque la línea no haya cambiado la denominación). El 25 de septiembre de 2006 se remodelan las paradas que tiene en el entorno del Palacio de las Artes Reina Sofía. En noviembre de 2006 actualiza el nombre de la línea para coincidir con su cabecera en el centro. En mayo de 2007, aprovechando un desvío, deja de entrar por el interior de Pinedo, realizando la regulación en la zona de Camino Montañares / Playa de Pinedo. El 26 de junio de 2008 amplía sus paradas por la zona de l'Oceanogràfic - Nazaret. En noviembre de 2008 recibe el certificado de la norma de calidad AENOR UNE EN 13816. El 1 de enero de 2010 modificó su recorrido, para entrar en el Real Club Náutico de Valencia.
Desde el 1 de enero de 2015 se extendió esta línea hasta la pedanía de El Saler, ampliándose en 7 paradas más y terminando en la Avenida de los Pinares, la avenida principal de El Saler, y pasando a tener una frecuencia de 100 min.

## Series asignadas
|                    | 1994 | 1995 | 1996 | 1997      | 1998      | 1999      | 2000      | 2001 | 2002 | 2003 | 2004 | 2005 | 2006 | 2007 | 2008 | 2009 | 2010 | 2011 | 2012 | 2013 |
| ------------------ | ---- | ---- | ---- | --------- | --------- | --------- | --------- | ---- | ---- | ---- | ---- | ---- | ---- | ---- | ---- | ---- | ---- | ---- | ---- | ---- |
| CANTIDAD AUTOBUSES | 1    | 1    | 1    | 2         | 2         | 2         | 2         | 1    | 1    | 1    | 1    | 1    | 1    | 1    | 1    | 1    | 1    | 1    | 1    | 1    |
| SERIE              | 2000 | 2000 | 2000 | 6100/3000 | 6100/3000 | 6100/3000 | 6100/3000 | 6100 | 6100 | 6100 | 6100 | 6100 | 7000 | 7000 | 6100 | 6100 | 7000 | 7000 | 7000 | 7000 |

### Imágenes de las series

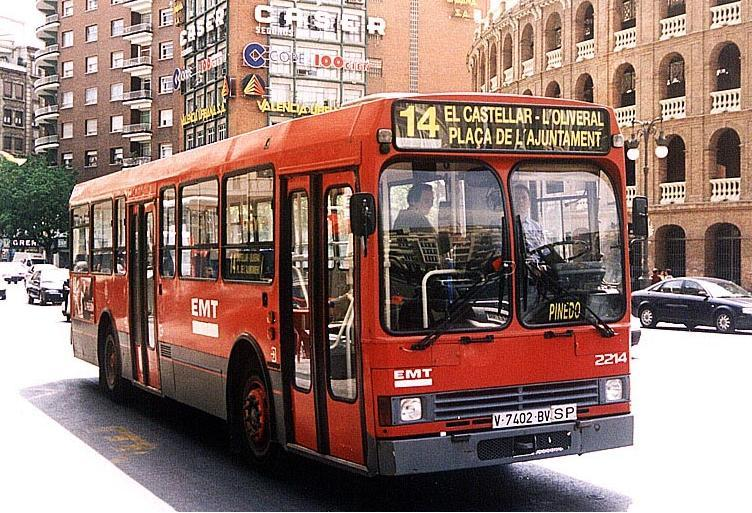
Pegaso 6038 (serie 2000)
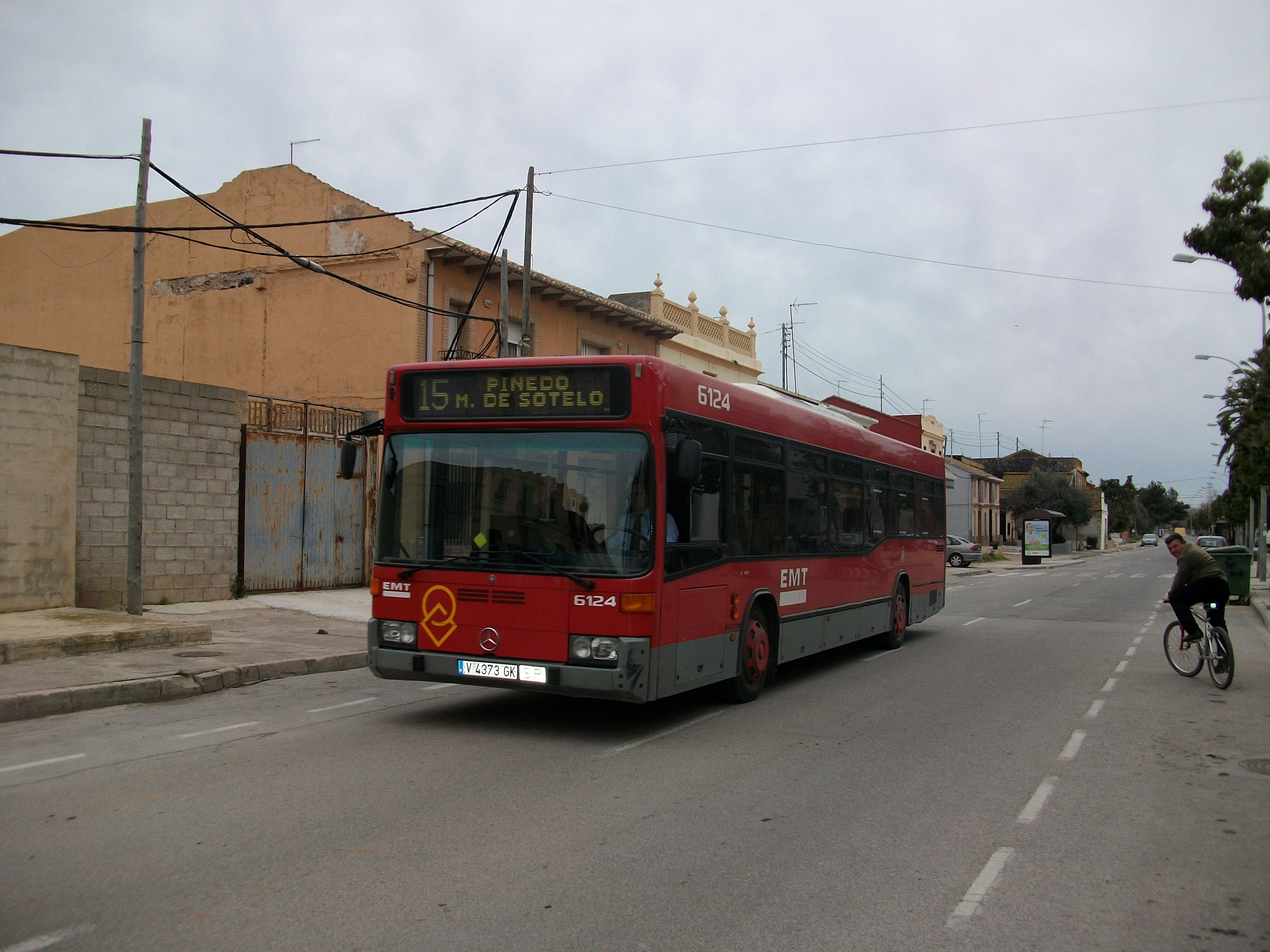
Mercedes Benz O405 (serie 6100)